# Morchella vaporaria
Morchella vaporaria är en svampart som beskrevs av Brond. 1830. Morchella vaporaria ingår i släktet Morchella och familjen Morchellaceae.   Inga underarter finns listade i Catalogue of Life.